# Сяргозеро (Вологодская область)
Сяргозеро (вепс. Särgjärv) — деревня в Вытегорском районе Вологодской области.
Образована 6 июня 2001 года в результате объединения деревень Антоновская, Никоновская, Павловская, Федьковская и Якушевская. В XIX веке население этих деревень было вепсами (чудью).
Входит в состав Мегорского сельского поселения (с 1 января 2006 года по 30 мая 2013 года входила в сельское поселение Коштугское), с точки зрения административно-территориального деления — в Коштугский сельсовет.
Расположена на берегу озера Сяргозеро. Расстояние по автодороге до районного центра Вытегры — 87 км, до центра муниципального образования села Мегра по прямой — 40 км. Ближайший населённый пункт — Межозерье.

## Население
По переписи 2002 года население — 17 человек.
| 2010 |
| ---- |
| 16   |